# Domenico Sorrentino
Domenico Sorrentino (ur. 16 maja 1948 w Boscoreale) – włoski duchowny katolicki, arcybiskup ad personam, biskup Asyżu od 2005, biskup Foligno od 2021.

## Życiorys
Ukończył seminarium duchowne w Noli oraz seminarium regionalne w Salerno. Uzyskał ponadto tytuł doktora teologii na Papieskim Uniwersytecie Gregoriańskim.
Święcenia kapłańskie otrzymał 24 czerwca 1972 i został inkardynowany do diecezji Nola. Był m.in. wikariuszem biskupim ds. Ewangelizacji i kultury, dyrektorem diecezjalnej biblioteki, rektorem Wyższego Instytutu Nauk Religijnych "Duns Szkot" w Noli, a także wykładowcą teologii dogmatycznej i teologii duchowości na Papieskim Wydziale Teologicznym Południowych Włoch. Ponadto w latach 1992-2001 pracował w Pierwszej Sekcji watykańskiego Sekretariatu Stanu.
17 lutego 2001 papież Jan Paweł II mianował go ordynariuszem prałatury terytorialnej Pompei oraz arcybiskupem ad personam. Sakry biskupiej udzielił mu 19 marca 2001 sam papież.
2 sierpnia 2003 został powołany do pracy w Kurii rzymskiej jako sekretarz Kongregacji ds. Kultu Bożego i Dyscypliny Sakramentów.
19 listopada 2005 został ordynariuszem diecezji Asyżu-Nocera Umbra-Gualdo Tadino.
26 czerwca 2021 papież Franciszek mianował go biskupem diecezji Foligno łącząc ją z diecezją Asyż unią in persona episcopi. Ingres do katedry w Foligno odbył 28 sierpnia 2021.